# Piłka ręczna na igrzyskach Ameryki Środkowej i Karaibów
Piłka ręczna na igrzyskach Ameryki Środkowej i Karaibów – międzynarodowe zawody w piłce ręcznej rozgrywane w ramach igrzysk Ameryki Środkowej i Karaibów.
Pierwsza edycja została rozegrana w 1993 roku, a od 2002 roku zawody w tej dyscyplinie odbywają się na każdych igrzyskach.

## Klasyfikacja medalowa
| Klasyfikacja medalowa | Klasyfikacja medalowa | Klasyfikacja medalowa | Klasyfikacja medalowa | Klasyfikacja medalowa | Klasyfikacja medalowa |
| Miejsce               | Reprezentacja         | Złoto                 | Srebro                | Brąz                  | Razem                 |
| --------------------- | --------------------- | --------------------- | --------------------- | --------------------- | --------------------- |
| 1                     | Kuba                  | 7                     | 1                     | 2                     | 10                    |
| 2                     | Dominikana            | 6                     | 3                     | 1                     | 10                    |
| 3                     | Portoryko             | 1                     | 6                     | 3                     | 10                    |
| 4                     | Meksyk                | 0                     | 3                     | 7                     | 10                    |
| 5                     | Wenezuela             | 0                     | 1                     | 0                     | 1                     |
| 6                     | Kostaryka             | 0                     | 0                     | 1                     | 1                     |

## Medaliści
| Rok  | Gospodarz     |            | Mężczyźni  | Mężczyźni  | Mężczyźni  |            | Kobiety    | Kobiety | Kobiety |
| Rok  | Gospodarz     | 1. miejsce | 2. miejsce | 3. miejsce | 1. miejsce | 2. miejsce | 3. miejsce |         |         |
| 1993 | Ponce         | Kuba       | Meksyk     | Portoryko  | Kuba       | Meksyk     | Kostaryka  |         |         |
| 2002 | Santo Domingo | Dominikana | Portoryko  | Meksyk     | Dominikana | Meksyk     | Portoryko  |         |         |
| 2006 | Santo Domingo | Dominikana | Kuba       | Meksyk     | Kuba       | Dominikana | Portoryko  |         |         |
| 2010 | Mayagüez      | Dominikana | Wenezuela  | Meksyk     | Dominikana | Portoryko  | Meksyk     |         |         |
| 2014 | Veracruz      | Portoryko  | Dominikana | Kuba       | Kuba       | Portoryko  | Meksyk     |         |         |
| 2018 | Barranquilla  | Kuba       | Portoryko  | Meksyk     | Dominikana | Portoryko  | Kuba       |         |         |
| 2023 | San Salvador  | Kuba       | Dominikana | Meksyk     | Kuba       | Portoryko  | Dominikana |         |         |